# الكتابة العامة للحكومة (تونس)

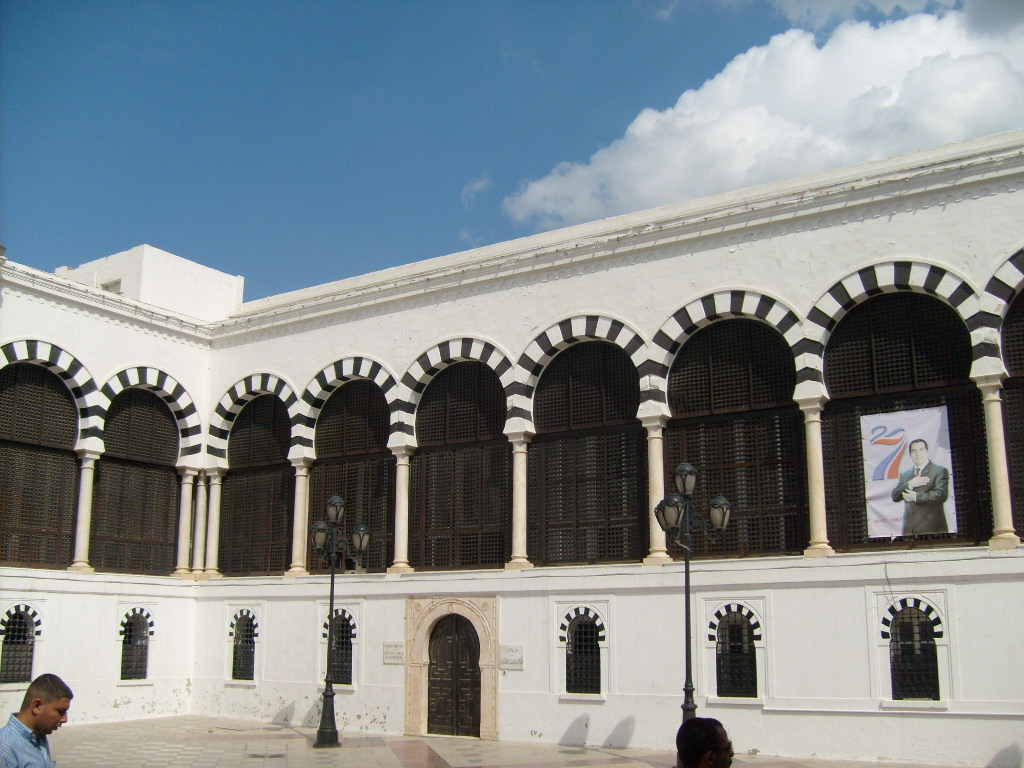
مقر الكتابة العامة للحكومة سنة 2008.

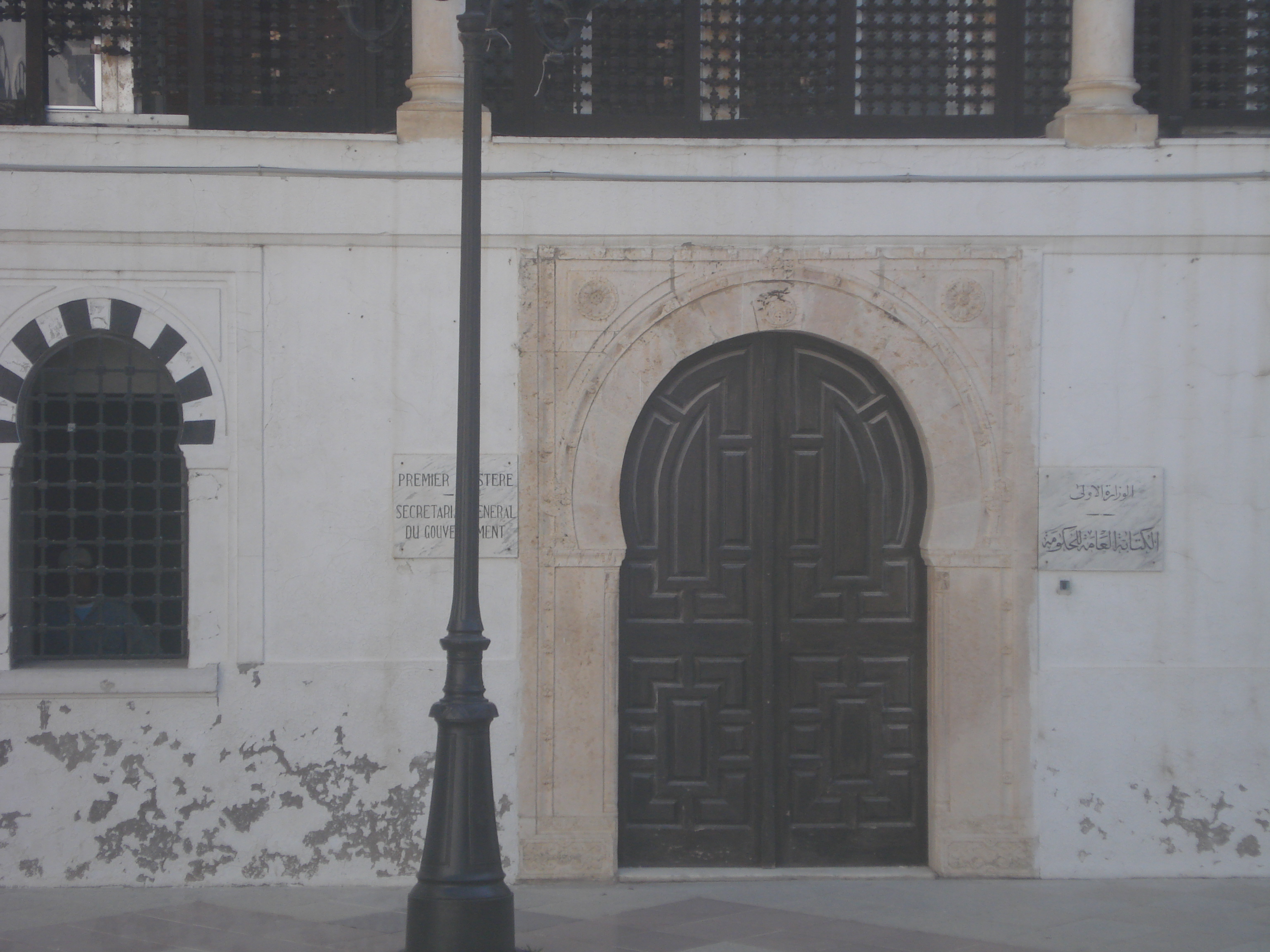
مدخل الكتابة العامة للحكومة سنة 2009.

الكتابة العامة للحكومة هي خدمة إدارية تأسست في 10 أبريل 1971 ومسؤولة عن ضمان حسن سير العمل في الحكومة التونسية.

## التاريخ
أنشئت الكتابة العامة للحكومة أول مرة في أبريل 1883، وذلك في عهد علي باي الثالث، سنة ونصف بعد انتصاب الحماية الفرنسية في تونس. كان يرأسها موظف سامٍ فرنسي برتبة وزير.

## المهام
الكاتب العام للحكومة مكلف ب:
- ضمان التنظيم الإداري للعمل الحكومي.
- تحضير جدول أعمال مجلس الوزراء والمجالس الوزارية المشتركة، ويحتفظ بالمحاضر المتعلقة بهذه الأعمال ويتتبع تطبيقها.
- العلاقة بين الحكومة ومجلس نواب الشعب.
- دراسة وإعداد النصوص التشريعية والترتيبية ونشرها بالرائد الرسمي للجمهورية التونسية.
- مراقبة الإدارة إداريا وماليا، ودراسة الوسائل التي من شأنها تحسين سير المصالح العمومية.
- دراسة ومراقبة المسائل المتعلقة بأعوان الدولة والجماعات العمومية المحلية والمؤسسات العمومية.

## المؤسسات تحت الإشراف
تتبع الكتابة العامة للحكومة الإدارات التالية:
- إدارة القانون والتشريع.
- إدارة الشؤون الاقتصادية والمالية والاجتماعية.
- إدارة الوظيفة العمومية.
- التفقدية العامة للمصالح الإدارية.
- الإدارة الفرعية للخزينة العامة لمحفوظات الدولة.
- إدارة الجمعيات و الأحزاب السياسية.

## القائمة
| الصورة                                                                     | الاسم                | الحكومة                                              | بداية العهدة   | نهاية العهدة   |
| -------------------------------------------------------------------------- | -------------------- | ---------------------------------------------------- | -------------- | -------------- |
|                                                                            | بكار توزاني          | حكومة الهادي نويرة                                   | 29 أكتوبر 1971 | 31 مايو 1976   |
|                                                                            | منصف بلحاج عمر       | حكومة الهادي نويرة                                   | 31 مايو 1976   | 27 ديسمبر 1977 |
|                                                                            | عثمان كشريد          | حكومة الهادي نويرة                                   | 27 ديسمبر 1977 | 8 نوفمبر 1979  |
|                                                                            | منصف زعفران          | حكومة الهادي نويرة                                   | 8 نوفمبر 1979  | 24 أبريل 1980  |
| بين 24 أبريل 1980 و27 نوفمبر 1987، لا يوجد كاتب عام للحكومة في هذه الفترة. |                      |                                                      |                |                |
|                                                                            | حسين الشريف          | حكومة الهادي البكوش                                  | 27 نوفمبر 1987 | 11 أبريل 1989  |
|                                                                            | توفيق شيخ روحه       | حكومة الهادي البكوش حكومة حامد القروي                | 11 أبريل 1989  | 20 فبراير 1991 |
|                                                                            | محمد حبيب الحاج سعيد | حكومة حامد القروي                                    | 20 فبراير 1991 | 16 يناير 1992  |
|                                                                            | رضا قريرة            | حكومة حامد القروي                                    | 16 يناير 1992  | 23 أبريل 1999  |
|                                                                            | صلاح الدين شريف      | حكومة حامد القروي                                    | 23 أبريل 1999  | 17 نوفمبر 1999 |
|                                                                            | عبد الله الكعبي      | حكومة محمد الغنوشي الأولى                            | 17 نوفمبر 1999 | 23 يناير 2001  |
|                                                                            | محمد رشيد كشيش       | حكومة محمد الغنوشي الأولى                            | 23 يناير 2001  | 22 مارس 2004   |
|                                                                            | منير جعيدان          | حكومة محمد الغنوشي الأولى                            | 22 مارس 2004   | 25 يناير 2007  |
|                                                                            | عبد الحكيم بوراوي    | حكومة محمد الغنوشي الأولى حكومة محمد الغنوشي الثانية | 25 يناير 2007  | 27 يناير 2011  |
|                                                                            | رضا بالحاج           | حكومة الباجي قائد السبسي                             | 27 فبراير 2011 | 1 يوليو 2011   |
|                                                                            | محمد صالح بن عيسى    | حكومة الباجي قائد السبسي                             | 1 يوليو 2011   | 24 ديسمبر 2011 |
|                                                                            | رضا عبد الحفيظ       | حكومة حمادي الجبالي حكومة علي العريض حكومة مهدي جمعة | 24 ديسمبر 2011 | 6 فبراير 2015  |
|                                                                            | أحمد زروق            | حكومة الحبيب الصيد حكومة يوسف الشاهد                 | 6 فبراير 2015  | 22 يونيو 2017  |
|                                                                            | الهادي الماكني       | حكومة يوسف الشاهد                                    | 22 يونيو 2017  | 19 نوفمبر 2018 |
|                                                                            | رياض المؤخر          | حكومة يوسف الشاهد                                    | 19 نوفمبر 2018 | 12 أكتوبر 2019 |
|                                                                            | عبد اللطيف حمام      | حكومة يوسف الشاهد حكومة إلياس الفخفاخ                | 12 أكتوبر 2019 | إلى الآن       |

## مقالات ذات صلة
- الناطق الرسمي للحكومة التونسية